# Gefangen (Fernsehserie)
Gefangen ist eine US-amerikanische Dokumentationsserie. Sie wurde von Lightbox Hypnotic produziert und wird in acht Folgen von Netflix weltweit ausgestrahlt.

## Handlung
Die Dokureihe rekonstruiert unter Mithilfe detaillierter Erfahrungsberichte von Entführungsopfern diverse Geiselnahmefälle der Geschichte. Es wird von der Verhandlung mit den Geiselnehmern über die Bedingungen für Lösegeldzahlungen und über die Freilassung der Entführten berichtet.
Dabei werden nicht nur die jeweiligen Ereignisse rekonstruiert, sondern auch Folgen für aller Beteiligten. Zu Wort kommen Opfer, Familienangehörige, Täter, sowie Polizeibeamte bzw. Verhandlungsleiter.

## Episodenliste
| Nr. (ges.)                                                                                          | Nr. (St.) | Deutscher Titel                       | Originaltitel                      | Regie                    | Darsteller                                                                    |
| --------------------------------------------------------------------------------------------------- | --------- | ------------------------------------- | ---------------------------------- | ------------------------ | ----------------------------------------------------------------------------- |
| 1                                                                                                   | 1         | Gefängnisrevolte, USA                 | Prison Riot, U.S.A.                | Nadav Schirman           |                                                                               |
| Gefängnisrevolte in der Southern Ohio Correctional Facility im Jahr 1993 in Lucasville, Ohio (USA). |           |                                       |                                    |                          |                                                                               |
| 2                                                                                                   | 2         | Coca-Cola-CEO, Brasilien              | Cola Kidnap, Brazil                | Jesse Vile               | Alessandro Moussa                                                             |
| Entführung einer Geschäftsführerin von Coca-Cola in Brasilien im Jahr 1991.                         |           |                                       |                                    |                          |                                                                               |
| 3                                                                                                   | 3         | Entführung auf See, Somalia           | Taken at Sea, Somalia              | Ursula Macfarlane        |                                                                               |
| Entführung zweier Briten im Indischen Ozean von somalischen Piraten im Jahr 2006.                   |           |                                       |                                    |                          |                                                                               |
| 4                                                                                                   | 4         | Amerikanische Missionare, Philippinen | American Missionaries, Philippines | Sam Blair, David Sington | Thaer Al-Shayei, Mass Nokhas                                                  |
| Entführung zweier amerikanischer Missionare durch Abu Sajaf in 2001.                                |           |                                       |                                    |                          |                                                                               |
| 5                                                                                                   | 5         | Britische Hilfskräfte, Tschetschenien | British Aid Workers, Chechnya      | Zara Hayes               | Claire Cooper                                                                 |
| Zwei britische Hilfsarbeiter werden 1997 in Tschetschenien über ein Jahr als Geiseln gehalten.      |           |                                       |                                    |                          |                                                                               |
| 6                                                                                                   | 6         | Bethlehem-Belagerung, Palästina       | Bethleham Siege, Palestine         | David Belton             | Richard Wright-Firth                                                          |
| Israelische Streitkräfte belagern 2002 Bethlehem.                                                   |           |                                       |                                    |                          |                                                                               |
| 7                                                                                                   | 7         | Al-Qaida-Geiseln, Jemen               | Al Qaeda Hostages, Yemen           | Nick Green               | Mehdi Aissaoui, Al Gregg, Jo Price, Youssef Tounzi                            |
| Zwei Südafrikaner sind im Jemen 2014 für wohltätige Zwecke und werden durch al-Qaida entführt.      |           |                                       |                                    |                          |                                                                               |
| 8                                                                                                   | 8         | Peacemaker, Irak                      | The Peacemakers, Iraq              | David Sington            | Emilio Aniba, Ewan Borthwick, Tony Cook, Harry Long, Mass Nokhas, Shane Nolan |
| Im Irakkrieg werden vier Menschenrechtsaktivisten von Aufständischen als Geiseln genommen.          |           |                                       |                                    |                          |                                                                               |
| Am 9. Dezember 2016 wurden alle Folgen der Staffel gleichzeitig bei Netflix veröffentlicht.         |           |                                       |                                    |                          |                                                                               |

## Rezeption

### Kritik
“Captive: Netflix's big-budget answer to Crimewatch”

### Auszeichnungen
- Nominiert für den Golden Reel Award Best Sound Editing – Sound Effects, Foley, Dialogue and ADR in Short Form Documentary in Television 2017